# Sengge Namgyal

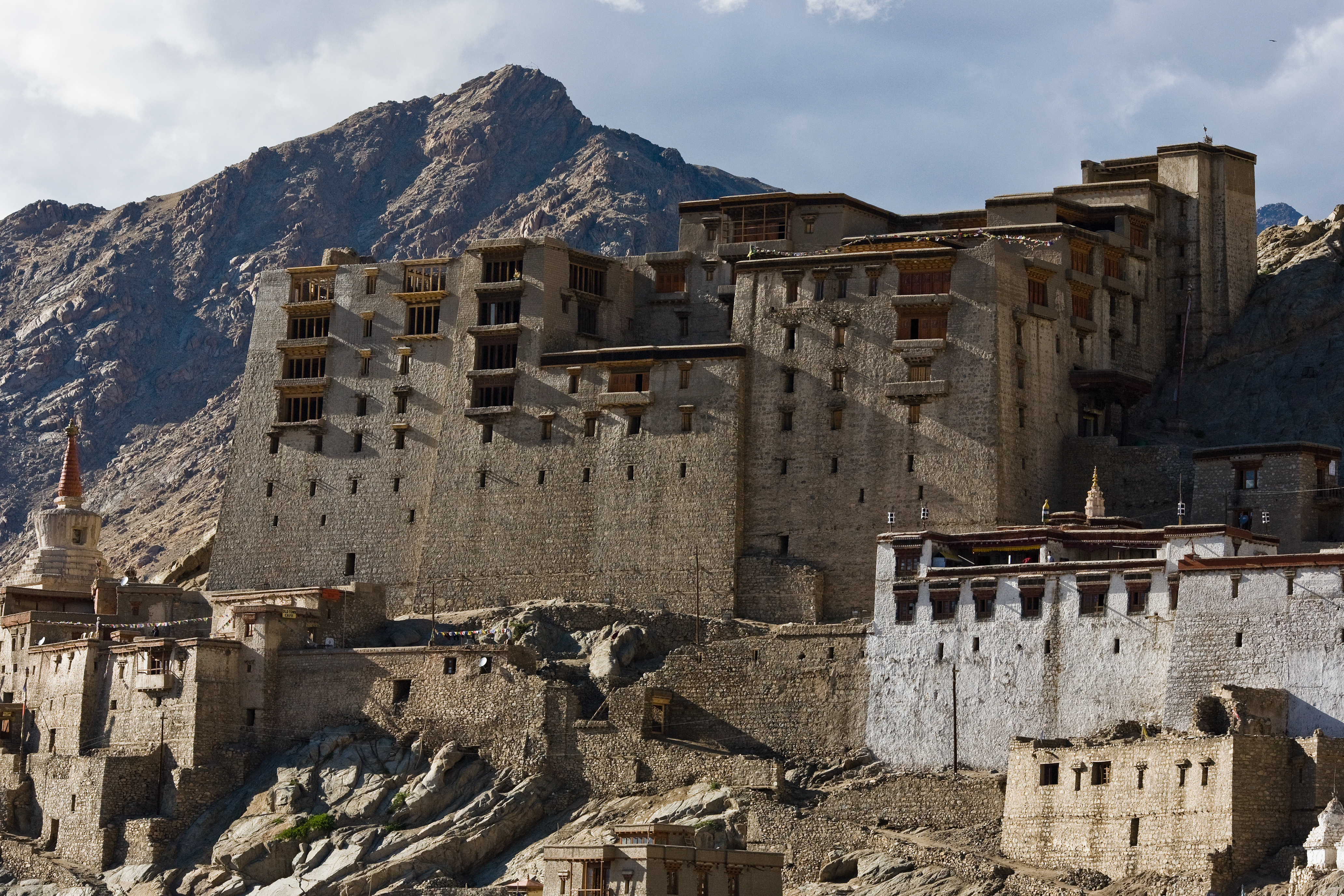
Palácio de Lé, construído por Sengge Namgyal como residência real e sede do poder no Ladaque

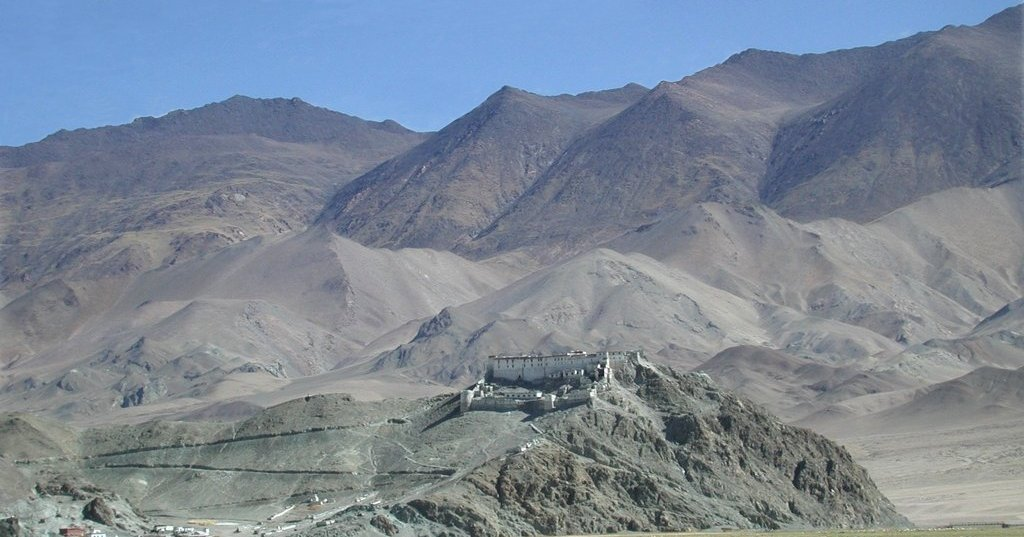
Mosteiro de Hanle, na extremidade sudeste do Ladaque, fundado por Sengge Namgyal e local da sua morte

Sengge Namgyal, também escrito Singye Namgyal e Seng-ge-rNam-rgyal (m. 1642), cujo nome significa "Rei Leão", foi um monarca da dinastia Namgyal do Ladaque, um reino situado no que é atualmente a extremidade noroeste da Índia, que reinou entre 1616 e a sua morte. Seguidor fervoroso do ramo tibetano do budismo, é conhecido pelos numerosos mosteiros, templos e palácios que mandou construir ou reconstruir. É frequentemente apontado como o rei mais ilustre do Ladaque.

## Biografia
Sengge era filho do rei Jamyang Namgyal e da sua esposa Gyal Katun (ou Argyal Khatoon), uma princesa muçulmana do Baltistão, filha do rajá de Khaplu ou de Skardu. Ainda durante o reinado do seu pai, mandou construir o Mosteiro de Basgo, no qual há uma estátua do Buda Maitreya com mais de sete metros de altura, uma das maiores do Ladaque, datada provavelmente de 1610.
Na sua juventude mostrou ter grande habilidades para combate e comando, levando o pai a colocá-lo à frente do exército. Em 1614, conquistou a localidade mineira de Rudok, no noroeste do Tibete, e no ano seguinte Spurangs, outro importante centro de mineração de ouro no Tibete Ocidental, parte do reino de Guguê. O produto do saque a essas cidades e as suas produções financiou os grandes projetos de construção empreendidos pelo rei. Mais tarde completou a conquista do reino de Ngari/Guguê, depois de cercar o castelo de Chaparangue, a capital de Guguê.
Durante o reinado de Sengge Namgyal, o comércio floresceu ao longo da Rota da Seda (uma das suas variantes passava pelo Ladaque), gerando muita riqueza através das trocas comerciais com Caxemira, a ocidente, e o Tibete, a oriente. No entanto, o comércio sofreu com as disputas ocasionais em que o Ladaque se envolveu com os governantes muçulmanos de Caxemira.
Alguns dos monumentos mais notáveis atualmente existentes no Ladaque devem-se a Sengge Namgyal. Entre eles estão o Palácio de Lé, construído quando a capital do reino foi mudada do Shey para Lé, os mosteiros de Hemis, Hanle e o de Basgo já referido anteriormente. O mosteiro de Tabo, no vale de Spiti, atualmente no estado indiano do Himachal Pradexe, foi também renovado por Sengge Namgyal. Diz-se que o Templo Dourado (gSer-khang), mandado construir nesse mosteiro pelo rei ladaque, foi coberto de ouro. Atualmente ainda se podem admirar as magníficas pinturas murais datadas da época da construção.
O mosteiro de Hanle, fundado pelo lama tibetano Tsag-tsang-ras-pas (ou Stagtsang Raspa ou Tagsang Raschen), foi o primeiro mosteiro da escola Drukpa Kagyu, a que pertencia Tagsang Raschen, e tornou-se muito importante no Ladaque sob o patrocínio da família Namgyal, rivalizando seriamente com os da seita Gelug, predominante no vizinho Tibete e que já então era liderada pelos Dalai Lamas. Depois de conhecer Tsag-tsang-ras-pas, Sengge tornou-se devoto até ao fim da sua vida da linhagem Ralung da escola Drugpa-Kagyu.
Sengge Namgyal morreu em 1642 em Hanle, quando regressava de uma expedição militar contra os mongóis, que tinham ocupado a província de Utsangue (Tibete Ocidental) e ameaçavam o Ladaque e as suas possessões anteriormente pertencentes ao reino de Guguê. Não devia ter muito mais do que 40 anos de idade. Dois anos depois da sua morte, Tsag-tsang-ras-pas empreendeu a construção do mosteiro de Chemrey como memorial do rei falecido.